# 皇贞季
皇贞季（1984年9月12日—），本名王祯，中国配音演员、配音导演，北斗企鹅工作室创始人之一。主要为动画以及游戏作品配音，如动画《十万个冷笑话》的葫芦娃、匹诺曹、王二，《博人传》的宇智波佐助，游戏《古剑奇谭二》的阿豪，《轩辕剑外传 穹之扉》的司空宇，《龙珠超 布罗利》的贝吉塔等。执导过的作品有《龙心战纪》《镇魂街》等。

## 主要作品

### 網絡劇
- 《仙劍客棧》石長老

### 國產動畫
- 《端腦》孟秦
- 《屍兄》師傅、龍右、小金剛
- 《十萬個冷笑話》七個葫蘆娃
- 《十萬個冷笑話》第二季福祿小金剛
- 《十萬個冷笑話-匹諾曹篇》匹諾曹
- 《十萬個冷笑話-哪吒篇》 王二
- 《有神麼》小兵
- 《有神麼-下凡篇》小兵、黑衣人乙
- 《水漫金山》法海
- 《我叫mt》落雁
- 《星遊記》菲利團長
- 《羅小黑戰記》諦聽
- 《戰鬥裝甲鋼羽》王京虎
- 《暴走漫畫第七彈-王尼瑪和曹尼瑪特輯》 旁白、男護士
- 《洛克王國聖龍騎士》聖安德魯
- 《洛克王國聖龍的守護》奧多、麥斯威爾
- 《十萬個冷笑話2》小金剛
- 《快把我哥帶走》甄開心
- 《我的天劫女友》管家
- 《靈契》端木落月
- 《凸變英雄leaf》西門吹雪
- 《漢化日記》天機星
- 《妖精種植手冊》落日
- 《大理寺日誌》崔倍
- 《無限少女48》製作人
- 《漢化日記第二季》天機星

中日合作
- 《喂，看見耳朵啦》大樹

### 中文廣播劇
- 《索多瑪的蘋果》櫻田
- 《十二國記之八麒麟》景麒
- 《雲端的日子》蟲子
- 《漂亮臉蛋》亂堂/偽由奈/老師/空手道眾
- 《美少女戰士s亞美的初戀》亞提米斯
- 《星之聲》（兄妹版）寺尾升/廣播系統音
- 《鋼之煉金術師03》羅伊大佐/醫生
- 《聖鬥士星矢》冥王篇星矢
- 《通靈王》25集轟隆轟隆
- 《翼年代記》第一集法伊

### 日本動畫
- 《你的名字》—立花瀧
- 《火影忍者劇場版：博人傳나루토 극장판: 히로인전》—宇智波佐助
- 《名侦探柯南：纯黑的噩梦》—風見裕也
- 《名侦探柯南：零的执行人》—風見裕也
- 《名偵探柯南：萬聖節的新娘》—風見裕也
- 《哆啦A夢：新大雄的日本誕生》—小夫
- 《哆啦A夢：大雄的南极冰冰凉大冒险》—小夫
- 《妖精的尾巴》—傑爾夫·多拉格尼爾
- 《櫻桃小丸子：來自意大利的少年》—山根
- 《海賊王》—薩博
- 《鬼滅之刃》—嘴平伊之助
- 《龙珠超 布罗利》—贝吉塔
- 《哆啦A夢：大雄的宇宙小战争 2021》—小夫
- —小夫

### 遊戲
- 《古劍奇譚》延枚、山賊丁、蔡之義、子鈺、杭川、陵衛、石開、俞齊、延莫、海礫、陵守、慳臾（水虺）
- 《古劍奇譚二》阿豪
- 《惡魔城·月下夜想曲》阿魯卡多/冥河渡手（原版配音：置鮎龍太郎/佐藤正治）
- 《仙劍奇俠傳五前傳》廖易
- 《仙劍奇俠傳六》孟誠
- 《軒轅劍外傳：穹之扉》 司空宇
- 《戀世界》蕭川
- 《真·三國無雙8》（中文版）甘寧
- 《食物語》女兒紅

### 特攝作品
- 《奧特曼》劇場版